# Prostituzione nelle Filippine
La prostituzione nelle Filippine è illegale; si tratta anzi di un grave reato con pene che vanno fino all'ergastolo per gli eventuali trafficanti e sfruttatori. Spesso prostitute sono disponibili tramite bordelli privati, locali notturni e bar per il karaoke, saloni massaggio, servizi di escort ed infine anche con la più classica prostituzione di strada.
Nel 2009 una fonte ha stimato che vi fossero 800 000 donne che lavorano come prostitute in tutte le Filippine, di cui molte minorenni. A causa dell'inefficienza dei governi recenti, il problema persiste tutt'oggi e secondo una stima del 2013 erano presenti almeno 500 000 prostitute nel paese, sebbene l'effettivo numero sia ritenuto maggiore dalla legge Anti-Prostituzione proposta dalla Senatrice Pia Cayetano.

## Il fenomeno nelle varie regioni
La prostituzione filippina si rivolge sia a clienti locali che stranieri; con l'attenzione dei media che tende generalmente a concentrarsi su quelle aree riservate specificamente al turismo sessuale minorile, soprattutto attraverso quelle attività in cui operano le cosiddette bargirl, ragazze che lavorano come intrattenitrici e ballerine nei locali adibiti al turismo sessuale.
Città in cui vi è una più alta incidenza di prostitute sono Angeles, Olongapo, Subic Bay ed infine Pasay, con clienti solitamente tra gli imprenditori stranieri provenienti dall'Asia orientale e dalle nazioni occidentali.
La prostituzione era un fenomeno altamente diffuso al tempo in cui vi erano le basi militari statunitensi; tuttavia, a seguito dell'eruzione del vulcano Monte Pinatubo nel 1991, una delle più importanti basi USA venne in gran parte distrutta e costretta l'anno seguente a chiudere. La maggior parte del commercio riguardante la prostituzione associato ai militari americani terminò con la sua chiusura.
Quando il sindaco di Manila, Alfredo Lim, fece chiudere durante il suo primo mandato negli anni novanta la zona della città chiamata "Ermita", adibita fino ad allora all'industria del sesso, molte delle aziende che vi operavano si trasferirono ad Angeles, dove trovarono una nuova consistente base di clienti fra i turisti sessuali. Anche altre zone ad alta densità turistica, come Cebu, hanno sviluppato un settore di prostituzione d'alto bordo.

## Violenza e coercizione contro le prostitute
Donne e bambini coinvolti nel mercato della prostituzione sono i soggetti più vulnerabili alla violenza, all'omicidio, all'Aids ed alle altre malattie sessualmente trasmissibili.
Un'indagine svolta tra le donne che lavorano come massaggiatrici ha indicato che il 34% di loro spiega la scelta di lavoro compiuta come necessità per sostenere i genitori poveri, i fidanzati o mariti per il 28%, i fratelli per l'8%. Più del 20% ha affermato che il lavoro era ben pagato, mentre solo il 2% ha ammesso che fosse un lavoro facile e divertente; più di un terzo ha riferito inoltre d'essere stata oggetto di violenza o molestie, più comunemente da parte della polizia ma anche da funzionari cittadini e gangster locali.
Secondo un sondaggio condotto dall'Organizzazione internazionale del lavoro, la prostituzione rimane una delle forme più alienanti di lavoro. Più del 50% delle donne intervistate nei vari saloni di massaggi sparpagliati per il Paese hanno confessato di svolgere tale lavoro col "cuore pesante" e il 20% ha detto d'avere un rimorso di coscienza per quello che stavano facendo, in quanto si trattava di un grave peccato.
Interviste condotte a bargirls ha rivelato che più della metà di loro si sentiva una nullità dopo aver avuto un rapporto sessuale con un cliente, il resto era afflitta dalla transazione economica.